# Florian Fabre
Pour les articles homonymes, voir Fabre.
Florian Fabre, né le 4 février 1987 à Nîmes, est un footballeur français évoluant au poste de milieu de terrain.

## Biographie
Après plusieurs années passées dans les divisions inférieures du football français, Florian Fabre rejoint le Gazélec Football Club Ajaccio en janvier 2014, alors que le club évolue en troisième division. En août 2014, après la montée de son club en Ligue 2, Fabre fait ses débuts au haut niveau lors d'une victoire face à Valenciennes. À la fin de la saison 2014-2015, le club est promu en Ligue 1, mais Fabre quitte le club pour s'engager au Nîmes Olympique.